# Марк Бернес
Марк Наумович Бернес (на руски: Ма́рк Нау́мович Берне́с) (8 октомври (25 септември) 1911, – 16 август 1969) е съветски актьор и певец, който изпълнява някои от Песни военных лет, излизали от Втората световна война, включително „Тъмна нощ“ (Тёмная ночь; 1943) и Журавли; 1969). Гласът му има някои прилики с Бинг Кросби, но стилът му е по-близо до френските шансониери като Ив Монтан.

## Живот и работа
В края на 30-те години, малко преди войната, Марк Бернес участва в два филма: Човекът с пушка и Бойни самолети. И в двата филма той изпълнява песни, които веднага стават известни в целия Съветски съюз след излизането на всеки филм. В предишния филм той изпълнява песента „Облаци се издигнаха над града“, която е романтична песен на обикновен млад съветски работник. В по-късния филм той изпълнява известна патриотична балада „Възлюбен град“. Тази предвоенна песен е пълна с надежда и оптимизъм и няколко години по-късно насърчава войниците по време на войната.
Когато войната започва, Бернес става сред първите певци, които изпълняват за съветските войски. През 1943 г. той участва във филма „Двама бойци“. Той играе млад войник от Одеса на име Аркадий Дзюбин. В този филм Бернс демонстрира еврейско остроумие и хумор, характерни за евреите от Одеса. В този филм той изпява две песни-шедьоври: „Тъмна нощ“ и  Шаланды полные кефали. Втората песен е хумористичният разказ на моряка Костя от Одеса, който иронично говори на годеницата си Соня, момичето рибарка. Първата песен, „Тъмнината е нощ“ е сериозна балада за жена с бебе, чакаща войник в разгара на смъртоносна битка. Песента е изпята от Бернес от гледна точка на онзи войник, който се обръща към жена си у дома и я уверява, че ще преживее всички смъртоносни битки, докато тя го чака. „Тъмна е нощта“ е най-разпознаваемата съветска песен от Втората световна война .
Името на Бернес се свързва тясно с Втората световна война. След войната той продължава да изпълнява песни за войната. Най-големите му хитове от 50-те години на XX век са „Московчани“ (известен още като „Серьожка от улица Малая Бронная“) и „Врагове изгориха родната колиба“. И двете песни са за трудностите, понесени от хора, които са загубили членове на семейството си във войната, и изразяват изключителна меланхолия, директно изправени пред смъртта и скръбта. Последната песен е забранена от правителството, защото се смята за твърде песимистична. В песента войникът от фронтовата землянка говори на далечната си жена и детето си на койката, тъжно и меланхолично, но и с надежда за бъдеща среща.
През 50-те години Марк Бернес също изпълнява факелни песни като сантименталната балада I Dreamed of You Three Years и вдъхновяващи оптимистични песни като марша „Обичам, те живот“.
През 1969 г. Марк Бернес умира от рак на белия дроб. През лятото на 1969 г. записва последната си песен „Журавли“, която става негова лебедова песен. Бернес пее, че войниците, които загинаха във войната, се превърнали в жерави, че жеравите все още летят и че той ще се присъедини към техните редици. На 16 август Марк Бернес почива. На погребението му звучаха „Жерави“.

## Популярни песни
- Жерави (Журавли, „Журавли“; 1969)
- Тъмна нощ (Темная ночь, „Тёмная ночь“; 1943 г
- Пълни кефали
- С какво започва родината ?
- Обичам те, живот (Я люблю тебя, жизнь, „Я люблю тебя, жизнь“)
- Искат ли руснаците война? (Искат ли руснаците война, „Хотять ли русские войны“)
- Тъмни могили спят (Тъмни могили спят, „Спят Курганы Тёмные“)
- When a distant friend sings (When a distant friend sings , „Kogda poyot daliokiy drug“)
- Врагове изгориха родната хижа   („Враги сожгли родную хату“)
- Необятно небе (Необятное небо, „Огромное небо“)

## Отличия
- Бернес получава званието „Народен актьор на РСФСР“ (1965 г.), получава Сталинска награда (1951 г.), орден „Червена звезда“, орден „Знак на честта“, медал „За доблестния труд във Великата отечествена война 1941 – 1945 г.“ и няколко други медали. през 1993 г. Бернс получи звезда в своя чест на Звездния площад в Москва.
- На негово име е кръстена малка планета 3038 Берн, открита от съветския астроном Николай Степанович Черних през 1978 г.[3]